# Helictopleurus fulgens
Helictopleurus fulgens là một loài bọ cánh cứng trong họ Bọ hung (Scarabaeidae).